# Sebes Tibor
Sebes Tibor (eredeti neve: Schläger Tibor) (Újpest, 1929. szeptember 20. – Budapest, 2011. május 17.) magyar újságíró.

## Életpályája
Schläger Ferenc és Molnár Ilona fiaként született. 1945–1949 között az Állami Tanítóképző hallgatója volt. 1950–1956 között a Szabad Ifjúság munkatársa volt. 1957–1973 között a Magyar Ifjúság külpolitikai rovatvezetőjeként dolgozott. 1973-tól 20 éven át a Világ Ifjúsága főszerkesztője volt. 1986–1989 között a Világjáró felelős szerkesztője volt. 1993–1995 között a Füles magazin főszerkesztőjeként tevékenykedett. 1996-ban nyugdíjba vonult.
Sírja a Farkasréti temetőben található.

### Magánélete
1958-ban házasságot kötött Rózsa Évával. Két gyermekük született: Péter (1961) és Judit (1964).

## Művei
- Kézikönyv "A világ térképe előtt" körök vezetői részére, 1-2.; összeáll. Sebes Tibor, Simon Gy. Ferenc, Titton MIklós; Ifjúsági, Budapest, 1959–1960
- Lantos László–Sebes Tibor: Román tájak, román emberek. Romániai útijegyzetek; Kossuth, Budapest, 1961
- Rénszarvassült tejjel. Finnek és lappok között; Móra, Budapest, 1962
- Jambó, Kilimandzsáró! (1967)
- Buddha lábnyomában (1969)
- Afrika (1969)
- Tőzeget ástam Írországban (1973)
- Egy hosszúfülű a Húsvét-szigeten (1973)
- Tíz randevú. Irodalmi és politikai] antológia; összeáll. Sebes Tibor; Kozmosz, Budapest, 1973
- Popzsebkönyv. Popvilág, stílusok és irányzatok, poplexikon; szerk. Sebes Tibor; ILV Ságvári Könyvszerkesztőség, Budapest, 1980
- Ázsia (Balázs Dénessel, 1983)

## Díjai, elismerései
- Rózsa Ferenc-díj (1971)
- Aranyceruza-díj (2002)
- Aranytoll (2009)